# نيكيتي
نيكيتي (Νικήτη) هي مدينة في هالكيديكي في مقاطعة فوريا إلادا في اليونان.

## معرض صور

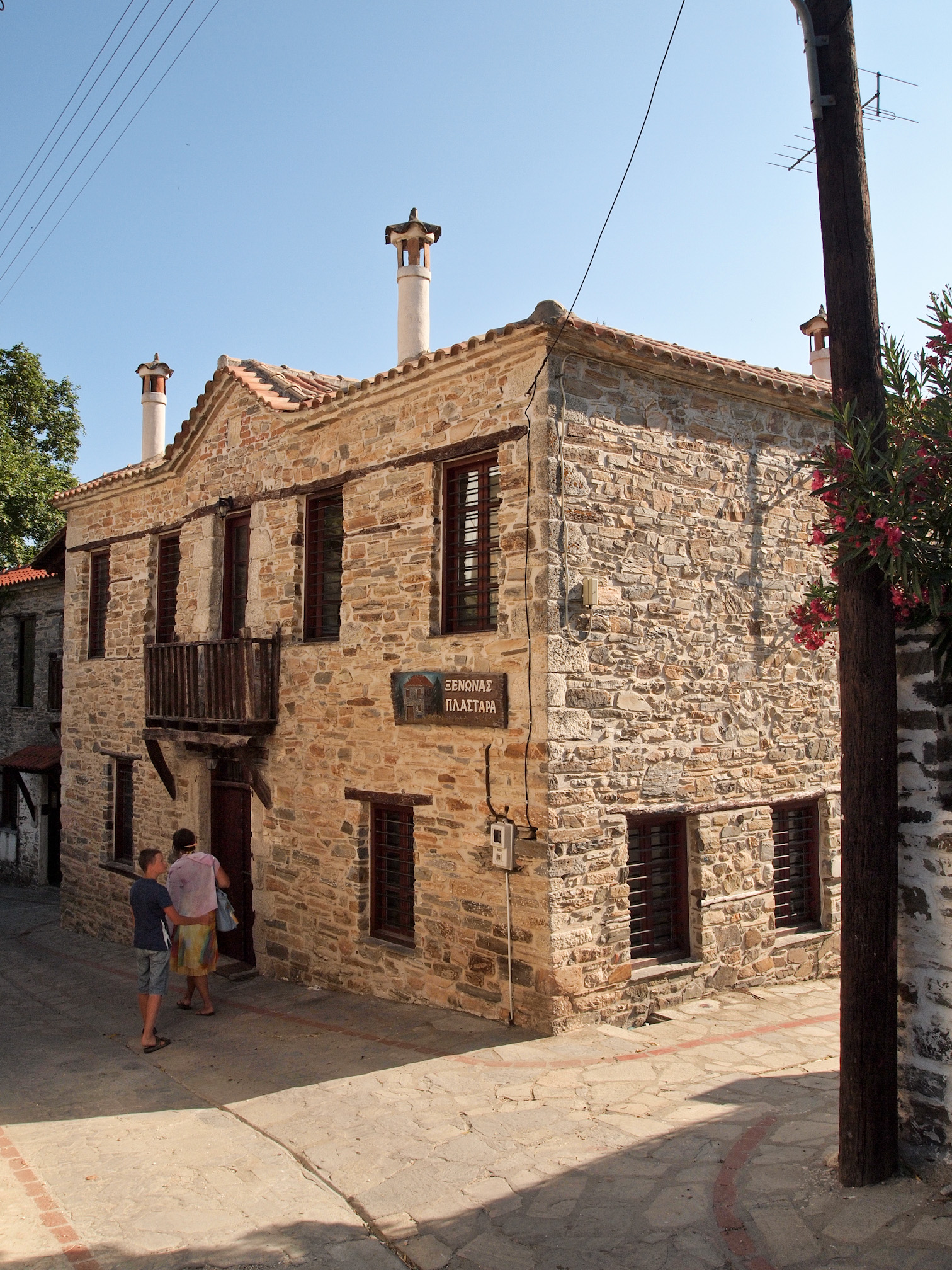
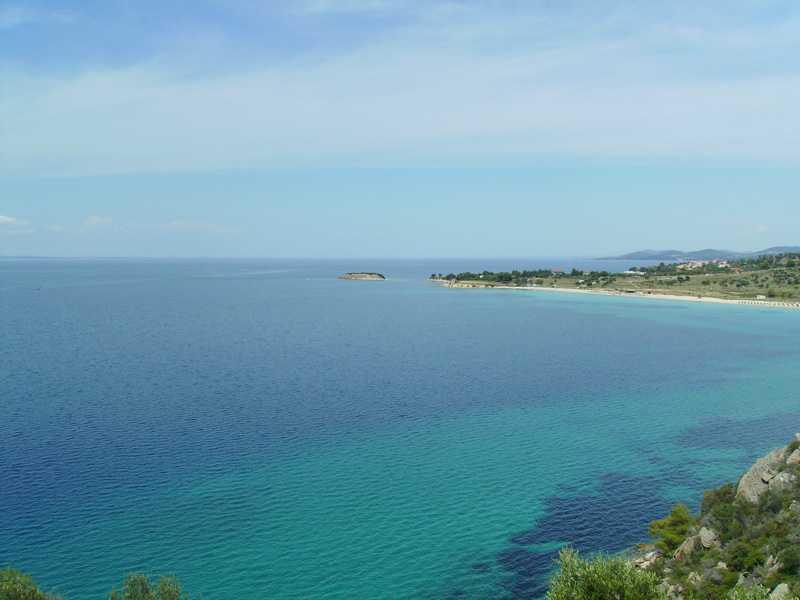
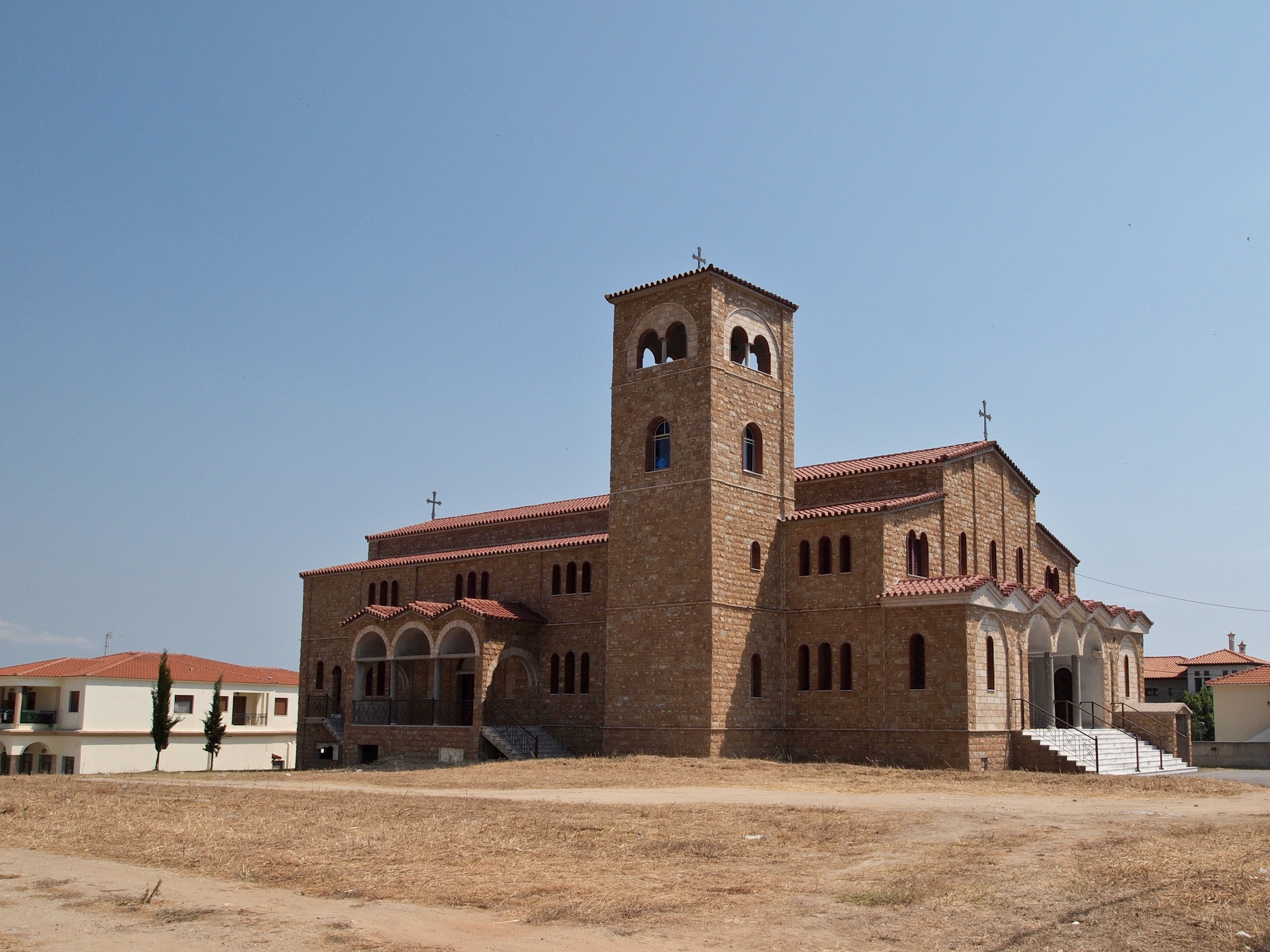